# ケトン体
ケトン体（ケトンたい、独: Ketokörper、仏: Corps cétoniques、英: Ketone bodies）とは、脂肪酸の代謝の内、その酸化によって生じたアセチルCoAからアセトアセチルCoA、3-ヒドロキシ-3-メチルグルタリルCoAを経て生じたアセト酢酸が可逆的に還元されて3-ヒドロキシ酪酸となり、それが非酵素的に脱炭酸されてアセトンとなる経路および途中で生産される化合物の総称。
ケトン体はアルツハイマー型認知症（3型糖尿病）、糖尿病やパーキンソン病などに高い抑制効果が期待できる。

## ケトン体の物質群
ケトン体の合成経路で生産される物質群は一般にアセトン、3-ヒドロキシ酪酸及びアセト酢酸である。3-ヒドロキシ酪酸は肝臓において脱水素酵素によってアセト酢酸に変化する。血中に循環しているものの大部分（70％以上）は3-ヒドロキシ酪酸であり、多くの場合特に断りなく「ケトン体」と述べるときは3-ヒドロキシ酪酸を指すことが多い。ある種の動物ではもともとケトン体濃度が高く、ヒトにおいても空腹時や激しい運動時にケトン体濃度が増加する。このような現象を生理的ケトーシスと呼ぶ。生理的ケトーシスを誘導して健康効果を発現させるために、ケトン供与体を積極的に摂取することも可能である。ケトンエステルはアルツハイマー型認知症（3型糖尿病）、糖尿病やパーキンソン病などに高い抑制効果が期待できる。

## 生理活性物質
ケトン体（3-ヒドロキシ酪酸）はエネルギー基質として機能することに加えて細胞膜や細胞内の受容体と結合して生理作用を誘導する作用がある。すなわちケトン体はエネルギー基質であると同時に、生理活性物質でもあり、これが他の脂肪酸や有機酸と異なる点である。ケトン体は生理活性物質として、以下のような様々な生理作用を誘導する。
1. ケトン体は膜上のヒドロキシカルボン酸受容体2 (Hydroxycarboxylic acid receptor 2; HCAR2) に結合して、Ｇタンパク質を介して、細胞内シグナルを誘導する。これにより脂肪分解を促進し、また炎症反応を抑制する[6]。
2. ケトン体は細胞内のヒストン脱アセチル化酵素（Histone Deacetylase; HDAC）を抑制して、ヒストンのアセチル化を促進し、種々の酵素を誘導して、活性酸素に対して耐性を与える[7]。
3. ケトン体は短鎖脂肪酸受容体43（Gi/o protein-coupled receptor ; GPR43）に結合して、脂肪分解に関与する酵素群を誘導し、脂肪分解を促進する[8]。
4. ケトン体は（NOD-like receptor family, pryin domain containing 3; NLRP3）タンパク質に結合して、炎症反応を抑制する[9]。
5. ケトン体はATP依存性カリウムチャネル (KATPチャネル) を抑制し、ニューロンの膜電位の低下を起こし、膜の過剰興奮（癲癇の発作）を抑制する。これがケトン食により癲癇の発作を抑制する機構である[10]。
6. ケトン体は線虫において寿命延長効果が報告されている[11]。

ただ項目5と6に関しては、エネルギー基質としての作用か、受容体を介した生理活性物質としての作用なのか不明である。

## ケトン供与体
ケトン体（3-ヒドロキシ酪酸）はそれ自身は酢酸と同じ程度の酸であり、水溶性が高いため、水酸化ナトリウムで中和して結晶化させる。ケトン体ナトリウムは胃の強酸条件下で水に溶解し電離しフリーの陰イオンになる。イオン化したケトン体はトランスポーターで循環系に入り、哺乳類のケトン体を増加させ、生理的ケトーシスを誘導することができる。このような分子はケトン供与体と呼ぶ。ケトン供与体は消化管内でケトン体を放出して生理的ケトーシスを誘導するものと定義されるが、一分子から放出されるケトン体の数（N）によって3種類に分けられる。ケトン体ナトリウム（N = 1）の他に、ケトンエステル（N = 2）やポリヒドロキシ酪酸（N > 1000）などがある。ケトン供与体はケトン体の健康効果をヒトをはじめとした哺乳類に導入するためのツールとして今後健康食品やペットフードでの実用化が期待される。

## 腸内細菌の中での役割
ある種のケトン供与体は腸内細菌の中で加水分解されてケトン体の産生を誘導し、その結果腸内細菌叢を酪酸菌優位にすることができる（ケトバイオティクス）。ケトン供与体は腸内細菌内でケトン体の産生が増加することを起点として、哺乳類の生理的な効果を誘導することができる。哺乳類がケトン供与体を経口摂取すると、小腸での消化酵素では分解されず、大腸の腸内細菌のリパーゼにより加水分解されてケトン体が生産される。ケトン体は真核細胞においてエネルギー基質であるとともに、原核細胞である腸内細菌においても同様にエネルギー基質として働く。その結果腸内細菌の増殖が促進されて、酪酸菌優位な腸内細菌叢が誘導される。このような作用はケトン供与体の中でもポリヒドロキシ酪酸のみで可能である。

## ケトン体の合成と消費
一般に、解糖系やβ酸化で生産されたアセチルCoAは速やかにクエン酸回路により消費される。しかし、肝臓において過剰のアセチルCoAが産生されると、肝臓のミトコンドリア中でアセチルCoAは3-ヒドロキシ酪酸あるいはアセト酢酸に変換される。3-ヒドロキシ酪酸は酵素的にアセト酢酸に変換され、βケト酸であるアセト酢酸は不安定な物質で容易に非酵素的に脱炭酸してアセトンへと変化する。このようなケトン体が過剰な状態ではケトン血症やケトン尿症を引き起し、呼気中にアセトンが発せられ、尿中にケトン体が含まれるようになる。このような病状をケトーシスと呼ぶ。単胃動物ではケトン体は肝臓でのみ合成される。一方、反芻動物では消化器中の微生物の発酵による酪酸の過剰生成に伴って消化器でケトン体が生成される場合がある。 
一般にケトーシスはグルコース代謝に異状をきたし、代償的にケトン体でエネルギー代謝を賄おうとして引き起こされる。例えば、重度の糖尿病患者では、β酸化の過度の亢進などにより肝臓からこれらのケトン体が大量に産生される。インスリンはグルコースの利用を促進するホルモンであるが、1型糖尿病患者ではインスリンが欠乏している。細胞内にグルコースを取り込む役割をするグルコーストランスポーターのGLUT4は、主に脂肪細胞、骨格筋、心筋に認められ、インスリンがないときには細胞内に沈んでいるが、インスリンを感知すると細胞膜上へと浮上してグルコースを細胞内に取り込む。このためインスリンが枯渇していると肝臓、筋肉といった組織がグルコーストランスポーターを介して血糖を細胞内に取り込むことが出来ず、体内に蓄積した脂肪酸をβ酸化することによりアセチルCoAを取り出し、TCAサイクルを回すことでエネルギーを調達する。このケトンによってアシドーシス（血液が酸性に傾く状態）となる。このようなケトンによるアシドーシスは特にケトアシドーシスと呼ばれ、特に糖尿病によって引き起こされた場合を糖尿病性ケトアシドーシスという。グルコースが枯渇しているような絶食時、激しい運動時、高脂肪食においてもケトン体が生成される。
成熟動物脳の脂肪酸の代謝活性は非常に低く、長期間の絶食によっても脳における脂肪酸の低い代謝活性のため脂肪酸の組成は変化しない。
このため、脳は通常、グルコースをエネルギー源としている。絶食等によりグルコースが枯渇した場合、アセチルCoAから生成されたケトン体（アセト酢酸）もグルコースと同様に脳関門を通過でき、脳関門通過後に再度アセチルCoAに戻されて脳細胞のミトコンドリアのTCAサイクルでエネルギーとして利用される。なお、ケトン体のうちアセトンは最終代謝物なのでエネルギーに変換できない。ケトン体は骨格筋、心臓、腎臓などでもエネルギー源となるが、肝臓のミトコンドリアのクエン酸回路では酸化分解されずエネルギー源として利用されない。これは肝臓では酢酸からアセチルCoAの合成酵素(β-ケトアシルCoAトランスフェラーゼ)のmRNAが全く発現していないためである。脳はグルコースを優先的にエネルギー源として利用するが、グルコースが少ない時にはケトン体が主たるエネルギー源となる。